# The Tramp and the Dog (film 1896)
The Tramp and the Dog è un cortometraggio muto del 1896. Il nome del regista non viene riportato nei credit. Appare come il primo film prodotto e distribuito dalla nuova casa di produzione Selig Polyscope Company.

## Trama
Un bulldog insegue un barbone, il quale ha rubato una torta ad una casalinga. Il bulldog lo blocca mentre si arrampica su una staccionata.

## Produzione
Il film fu prodotto dalla Selig Polyscope Company.

## Distribuzione
Il film fu distribuito dalla Selig Polyscope Company.